# Résistance osmotique
La résistance osmotique est la capacité d'une cellule à survivre dans un milieu hypotonique.
Lorsque deux solutions de concentrations différentes en sels sont séparées par une membrane semi-perméable, les concentrations tendent vers l'équilibre par passage du solvant de la solution la moins concentrée vers la solution la plus concentrée, comme l'a montré Henri Dutrochet lors de la mise en évidence de l'osmose. La pression nécessaire susceptible de s'opposer à ce passage mesure la pression osmotique. Cette pression dépend donc de la concentration de la solution.
Une cellule, dont le cytoplasme est une solution aqueuse, placée dans une solution aqueuse moins concentrée, se remplira d'eau, ce qui provoquera une pression interne, dite pression osmotique. 
Si la membrane cellulaire résiste à cette pression, nous arrivons à un équilibre et la cellule survit. Si la membrane ne résiste pas, la cellule éclate et disparait. C'est la mort cellulaire ou cytolyse.
On parle d'équilibre osmotique quand on atteint l'équilibre de concentration en ions de part et d'autre d'une membrane. La pression osmotique est la mesure de la différence de concentration.

## Description
En hématologie, la résistance osmotique des hématies s'apprécie en mettant une même quantité de sang hépariné ou défibriné dans des solutions salines tamponnées, à concentration saline décroissante. Au bout d'une heure, on mesure dans chaque tube la quantité d'hémoglobine libérée et on l'exprime en % de l'hémoglobine totale présente dans le sang. On obtient ainsi, pour chaque concentration saline, le pourcentage d'hémolyse. On porte en graphique ces pourcentages (ordonnées) par rapport aux concentrations salines (abscisses). On obtient ainsi une courbe sigmoïdale caractéristique. Bien que la résistance osmotique soit pathologique à des degrés divers dans les anémies hémolytiques acquises, les modifications les plus nettes restent le propre de la microsphérocytose (sphérocytose constitutionnelle) ou Maladie de Minkowski-Chauffard.